# Relaciones España-San Martín
Las relaciones España-San Martín se refiere a las relaciones bilaterales entre España y el país autónomo insular de San Martín. Las relaciones exteriores de San Martín se llevan a cabo principalmente a través del gobierno neerlandés. La jurisdicción del Consulado General de España en Ámsterdam cubre los Países Bajos y la demarcación consular para las islas del Caribe Neerlandés.

## Relaciones históricas
Cristóbal Colón descubrió las islas de San Eustaquio, Saba y St. Maarten en 1493, descubriendo la última de ellas el 11 de noviembre de ese año, el día de San Martín (de ahí el nombre de la isla).  Por su parte, bautizó a Saba con el nombre de San Cristóbal. Así, las tres islas fueron anexionadas oficialmente a España, pero no hubo ningún español que se asentara en ellas.
Fue en 1636 cuando Holanda ocupó San Eustaquio, designando un gobernador para esa isla, y Saba (ocupado por el gobernador de la isla anterior para la Compañía de las Indias Occidentales). Así, esas islas se poblaron por británicos, irlandeses y esclavos africanos. 
Por otra parte, respecto al caso de St. Maarten, aunque la isla fue también abandonada por los españoles y ocupada por franceses y holandeses en 1630 - principalmente por la búsqueda de sal -, estos fueron expulsados por los españoles. Sólo en 1644 los españoles les cedieron la isla. El 23 de marzo de 1648 Francia y la República de los Países Bajos firmaron un acuerdo (Tratado de Concordia), en que se dividían la isla.

## Idioma español en la isla
El español es el segundo idioma más hablado, sin ser éste oficial.
| Idioma                | Papiamento | Inglés | Neerlandés | Español | Otros |
| --------------------- | ---------- | ------ | ---------- | ------- | ----- |
| San Martín            | 2          | 68     | 4          | 13      | 13    |
| Antillas Neerlandesas | 65         | 16     | 7          | 6       | 5     |